# Esenbeckia curtipalpis
Esenbeckia curtipalpis är en tvåvingeart som beskrevs av Philip 1954. Esenbeckia curtipalpis ingår i släktet Esenbeckia och familjen bromsar. Inga underarter finns listade i Catalogue of Life.